# Chevret du Haut-Jura
 (février 2012).
Si vous disposez d'ouvrages ou d'articles de référence ou si vous connaissez des sites web de qualité traitant du thème abordé ici, merci de compléter l'article en donnant les références utiles à sa vérifiabilité et en les liant à la section « Notes et références ».
Ne doit pas être confondu avec Chevret.
Chevret du Haut-Jura est une appellation désignant un fromage français méconnu du Haut-Jura.
C'est un petit fromage à pâte molle à croûte fleurie, à base de lait de vache. Il est produit sur un territoire limité à quelques communes du Jura et de l'Ain, au cœur du parc naturel régional du Haut-Jura.
Le chevret du Haut-Jura ne doit pas être confondu avec le chevret ou tome de Belley.

## Histoire
Ses origines sont mal connues. Produit dans les fermes isolées jusqu'au milieu du XXe siècle, le chevret du Haut-Jura a pratiquement disparu après la Seconde Guerre mondiale.
Pourquoi appeler « chevret » un fromage au lait de vache ? Comme dans de nombreuses régions de montagne, il fut certainement, à l'origine, un fromage à base de « lait de mélange », pour valoriser de petits « litrages » produits dans les fermes isolées, telles que celles des communes de Bellecombe et des Molunes. Il s'agissait d'une production familiale faite à partir du lait du maigre cheptel des premières fermes (chèvres, puis vaches après le déboisement des forêts jurassiennes).

## Consommation
Son goût très fin et acidulé rappelle un peu celui du Saint-marcellin. Il peut être dégusté « jeune » (pâte blanche et croûte non formée) ou plus « fait » (pâte jaunâtre crémeuse et croûte de couleur beige, voire orangée). La commercialisation du produit est limitée par sa fragilité ; produit naturel, le chevret supporte mal le transport et la conservation en réfrigérateur ; la période de consommation est courte.
Sa consommation est essentiellement locale. Il est principalement commercialisé sur les marchés de Saint-Claude, d'Oyonnax, de Bellegarde-sur-Valserine et dans des boutiques de vente de produits du terroir.

## Fabrication
La fabrication du chevret n'est plus assurée que par quelques rares producteurs installés dans une zone de production très réduite, recouvrant un territoire allant de Lajoux (Jura), au nord, jusqu'à Giron (Ain), au sud. 
C'est un fromage au lait cru entier de vache, et non de chèvre, comme pourrait le laisser penser son nom. Pesant entre 150 g et 300 g, de forme carrée (10 cm de côté et 2 à 3 cm d'épaisseur), il est de couleur blanchâtre, avec une pâte molle, plus ou moins crémeuse, selon son état de maturité. 
Après la traite, le lait est laissé à la température d'une vingtaine de degrés, afin de porter à maturation les ferments ; puis il est mis à cailler, afin de passer à l'état solide. Le lait est ensuite conservé plusieurs heures dans une pièce chaude, avant d'être mis dans des moules, petits récipients troués de forme carrée. La fabrication d'un chevret nécessite 2 à 3 litres de lait.
Après moulage et repos dans les faisselles (aussi appelées « copettes »), une fois le petit lait évacué, un premier retournement est fait ; c'est l'occasion d'un premier salage. Un deuxième retournement est réalisé après un nouveau repos, suivi d'un salage de l'autre face. Ensuite, les fromages sont démoulés et placés sur des claies en chambre chaude le temps du développement du « croûtage », puis mis à vieillir.
Au bout d'une journée, on obtient des chevrets souples ; au-delà, on obtient des chevrets plus  fermes ; enfin, les fromages passent à la phase d'affinage en cave. Blancs à la sortie de fabrication, ils commencent à se teinter après quelques semaines. Les fromages sont alors plus colorés en surface et plus affinés à cœur. La flore n'ayant pas le temps de se développer, il serait plus exact de considérer que la pâte est simplement croûtée. Les fromages peuvent ensuite être emballés et commercialisés pour être consommés « jeunes » ou « bien faits » (crémeux).
Le taux de matière grasse sur matière sèche est de l'ordre de 50 %.
Le résultat obtenu dépend beaucoup du tour de main du producteur, chacun ayant ses secrets de fabrication.
Aujourd'hui, quelques rares fermes produisent encore le chevret pour une consommation familiale. Plus rares encore sont les producteurs à commercialiser ce fromage. On peut citer la fromagerie de GIRON (Ain) et la ferme de la combe LAISIA sur le territoire de la commune des MOLUNES (Jura).

## Variétés
Le chevret se présente toujours sous une forme carrée ; il est parfois enveloppé d'un papier protecteur. 
Il s'agit exclusivement d'un fromage produit principalement à la ferme. 
Selon les saisons de l'année, l'origine du lait utilisé et le savoir-faire du producteur, le goût varie beaucoup d'un chevret à un autre.